# Cicones hayashii
Cicones hayashii es una especie de coleóptero de la familia Zopheridae.

## Distribución geográfica
Habita en Japón.